# HMS Hare (1944)
HMS Hare, następnie NNS Nigeria – brytyjski trałowiec typu Algerine o napędzie turbinowym z końcowego okresu II wojny światowej, po wojnie służył jako nigeryjski „Nigeria” w latach 1959–1962. Był ósmym okrętem brytyjskim o nazwie „Hare” i pierwszym nigeryjskim o nazwie „Nigeria”. Nosił numery burtowe: J389, B256, M389.

## Budowa
HMS „Hare” należał do trałowców typu Algerine, mniej licznej odmiany o napędzie turbinowym. Był to typ dużych trałowców, używanych także jako okręty eskortowe.
Zbudowany był w stoczni Harland and Wolff w Belfaście. Stępkę pod budowę położono 27 listopada 1943 roku, a kadłub wodowano 20 czerwca 1944 roku . Budowę ukończono i okręt został przyjęty do służby 10 listopada 1944 roku . Otrzymał nazwę „Hare” (zając) jako ósmy okręt brytyjski, ostatnio używaną w 1712 roku .

## Opis
Wyporność standardowa turbinowych trałowców typu Algerine wahała się między 940–980 ts, a pełna między 1225–1265 ts. Długość całkowita wynosiła 68,58 m i szerokość 10,82 m. Zanurzenie średnie wynosiło do 3,2 m, a maksymalne do śrub 3,58 m.
Napędzały je dwa zespoły turbin parowych z przekładniami o mocy łącznej 2000 shp (2028 KM), do których parę dostarczały dwa kotły trójwalczakowe typu Admiralicji. Siłownia napędzała dwie śruby. Zapas paliwa płynnego wynosił 235 ton. Siłownia zapewniała rozwijanie prędkości maksymalnej 16,5 węzła.
Uzbrojenie stanowiło działo uniwersalne kalibru 102 mm Mk V o długości lufy L/45 (45 kalibrów). W przypadku „Hare” uzupełniały je cztery pojedyncze armaty 40 mm Bofors. Do zwalczania okrętów podwodnych okręt przenosił maksymalnie do 92 bomb głębinowych.
Załoga liczyła od 85 do 138 osób w czasie wojny.

## Służba
Po wejściu do służby w listopadzie 1944 roku „Hare” został wcielony do 10 Flotylli Trałowej Royal Navy (10th Minesweeping Flotilla) i bazował początkowo w Tobermory . Nosił numer burtowy J389. Do stycznia kolejnego roku przechodził etap szkolenia załogi . W lutym trałował zbędne już brytyjskie miny w rejonie bazy morskiej w Scapa Flow . W kwietniu trałował miny na południowym Morzu Północnym, a w maju, w składzie 18 Flotylli, na podejściach do Rotterdamu . Po zakończeniu wojny w Europie, od czerwca do sierpnia 1945 roku trałował miny wzdłuż wybrzeża, bazując w niemieckim Cuxhaven .
W październiku 1945 roku „Hare” przeszedł na Daleki Wschód, oczyszczając z min wody w rejonie Singapuru i Holenderskich Indii Wschodnich, później bazując w Hongkongu . W składzie Brytyjskiej Floty Wschodniej nosił numer burtowy B256. Powrócił do Wielkiej Brytanii we wrześniu 1946 roku, po czym został wycofany do rezerwy w Harwich . W 1948 roku numer burtowy  zmieniono mu z J389 na M389. W 1959 roku okręt został skreślony z listy floty i przeznaczony do sprzedaży .
21 lipca 1959 roku został przekazany Królewskiej Nigeryjskiej Marynarce Wojennej, jeszcze przed uzyskaniem niepodległości tego kraju w 1960 roku, i wszedł do służby pod nazwą „Nigeria” . Był okrętem flagowym marynarki Nigerii . W 1962 roku został zwrócony Wielkiej Brytanii z uwagi na zużycie kotłów i mechanizmów, powodujące nieekonomiczność remontu.
Został po tym sprzedany na złom przedsiębiorstwu BISCO (British Iron & Steel Corporation) i 6 listopada 1962 roku zaholowany do stoczni złomowej w Faslane .